# 千禧車站
千禧車站（英語：Millennium station），舊稱朗道夫街車站或朗道夫街/南水街車站，是位於芝加哥市區的一座大型鐵路客運總站，位于千禧公園地下。目前為芝加哥通勤鐵路和南岸線共同使用的轉車站。從本站始發列車可至芝加哥市南，大學城，南芝加哥，藍島，印第安納州的加里和南本德。車站最早由伊利諾伊中央鐵路建造，為該鐵路公司在芝加哥的第一代客運總站。目前由東北伊利諾伊區域通勤鐵路集團（Metra）所有。原站房被拆除，所有設施和月台均位於地下，地面不可見。每日共有18,000人次在本站上下車（不包括南岸線乘客），尖峰時刻每2分鐘收發一次列車。